# Open Castilla y León 1991
L'Open Castilla y León 1991 è stato un torneo di tennis facente parte della categoria ATP Challenger Series nell'ambito dell'ATP Challenger Series 1991. Il torneo si è giocato a Segovia in Spagna dal 5 all'11 agosto 1991 su campi in cemento.

## Vincitori

### Singolare
Javier Sánchez ha battuto in finale  Francisco Montana con il punteggio di 6–3, 6–2

### Doppio
Francisco Clavet /  Javier Sánchez hanno battuto in finale  Juan Carlos Báguena /  José Manuel Clavet con il punteggio di 7–6, 6–2